# Madonna Willys
La Madonna col Bambino in piedi, mentre abbraccia sua Madre nota anche con  Madonna Willys  è un  dipinto del pittore rinascimentale Giovanni Bellini realizzato circa tra il 1480 e 1490 ed è conservato nel Museo d'Arte di San Paolo a San Paolo del Brasile.

## Storia
Il dipinto venne acquistato per conto del Museo d'Arte di San Paolo dalla Wildenstein Gallery di New York, nel 1947. Fu acquistato da Wildenstein nel 1945 dalla collezione di Isabel van Wie Willys, vedova di John North Willys, da cui deriva uno dei nomi di questo dipinto, che lo acquistò dalla Duveen Gallery nel 1915, essendo appartenuto in precedenza alla collezione dei Duchi di Argyll.

## Descrizione
L'iconografia sul tema Vergine col bambino in piedi, mentre abbraccia sua Madre rappresentata come una mezza figura dietro un parapetto, è parecchio inusuale negli altri pittori, mentre è quasi una costante nelle innumerevoli vergini del Bellini (come nel caso della Madonna Contarini delle Gallerie dell'Accademia a Venezia.
Piuttosto che ridursi ad una semplice preferenza formale dell'artista, è possibile che dietro a questo dispositivo compositivo si possa ravvisare un qualche ragionamento teologico. 
Secondo un'ipotesi prima elaborata da Goffene successivamente da Camesasca, saremmo di fronte ad una variante della simbologia bizantina, che originariamente si riferiva alla rappresentazione di Cristo. In tale contesto, la mezza figura sarebbe una metafora per suggerire "l'intero aspetto" del divino, quasi a mo' di una sorta di riduzione, atta alla comprensione umana.
Sembra che Bellini stesse cercando, specialmente nell'opera sita attualmente nel Museo d'Arte di San Paolo, la sacralità più acuta. 
L'interazione tra le figure, sebbene piuttosto intensa, è lontana dall'affettività domestica, che è - invece - così attraente e calorosa in molte rappresentazioni della Vergine nel corso del millequattrocento italiano.
Al contrario, la sacralità del gruppo è evidenziata, da un lato, dalla funzione del parapetto che taglia l'osservatore dal divino e, dall'altro, dalla linea di confine tra lo spazio sacro e il paesaggio profano. 
Questa compartimentazione e le differenziazioni concettuali sensibili allo spazio - altresì detti spazi pittorici - dimostrano la mancanza di interesse di Bellini nell'assioma dell'unità dello spazio imposto dalla prospettiva Fiorentina. Mostrano - al contrario - la sua spinta a creare uno spazio capace di conciliare un nuovo paesaggio pittorico, che ricorda la mistica intellettuale bizantina, che ha condizionato così profondamente la sensibilità Veneziana.
Come hanno dimostrato molti studiosi, quali Camesasca e Tempestini, l'opera in esame è il prototipo di diverse copie, versioni e derivazioni, tra cui quelle di Francesco da Santa Croce (Vicenza,  Museo Civico), Filippo Mazzola e Rocco Marconi (entrambi a Sarasota, Museo Ringling), Antonio di Saliba (Berlino, distrutto nel 1945). Inoltre, altre due copie sono conosciute, una delle quali presso l'Art Institute of Chicago, oltre alle varianti di Bellini, come la Madonna degli Alberetti, 1487, presso le Gallerie dell'Accademia di Venezia e la Madonna Morelli, dell'Accademia Carrara di Bergamo.